# Hypomecis xylopterata
Hypomecis xylopterata là một loài bướm đêm trong họ Geometridae.